# Браунсвілл (Пенсільванія)
Браунсвілл (англ. Brownsville) — місто (англ. borough) в США, в окрузі Файєтт штату Пенсільванія. Населення — 2185 осіб (2020).

## Географія
Браунсвілл розташований за координатами 40°1′8″ пн. ш. 79°53′24″ зх. д. / 40.01889° пн. ш. 79.89000° зх. д. (40.018865, -79.890016).  За даними Бюро перепису населення США в 2010 році місто мало площу 2,83 км², з яких 2,53 км² — суходіл та 0,30 км² — водойми.

## Демографія
Згідно з переписом 2010 року, у селищі мешкала 2331 особа в 1077 домогосподарствах у складі 571 родини. Густота населення становила 825 осіб/км².  Було 1371 помешкання (485/км²).
Расовий склад населення:
| - 81,4 % — білих - 13,5 % — чорних або афроамериканців - 0,1 % — корінних американців - 0,1 % — азіатів |

До двох чи більше рас належало 4,8 %. Частка іспаномовних становила 0,6 % від усіх жителів.
За віковим діапазоном населення розподілялося таким чином: 21,6 % — особи молодші 18 років, 61,5 % — особи у віці 18—64 років, 16,9 % — особи у віці 65 років та старші. Медіана віку мешканця становила 41,9 року. На 100 осіб жіночої статі у селищі припадало 91,2 чоловіків;  на 100 жінок у віці від 18 років та старших — 86,4 чоловіків також старших 18 років.
Середній дохід на одне домашнє господарство  становив 36 444 долари США (медіана — 25 819), а середній дохід на одну сім'ю — 45 965 доларів (медіана — 36 750). Медіана доходів становила 41 250 доларів для чоловіків та 27 446 доларів для жінок. За межею бідності перебувало 30,5 % осіб, у тому числі 41,9 % дітей у віці до 18 років та 14,7 % осіб у віці 65 років та старших.
Цивільне працевлаштоване населення становило 903 особи. Основні галузі зайнятості: освіта, охорона здоров'я та соціальна допомога — 26,9 %, мистецтво, розваги та відпочинок — 12,8 %, науковці, спеціалісти, менеджери — 12,5 %.